# Закьос, Джеральд
Джеральд Закьос (род. 1965) — политик и дипломат Республики Маршалловы Острова. Был членом законодательного собрания Маршалловых островов (Нитийела (маршальск. Nitijela)) с 2000 по 2012 год. В течение этого периода был министром по оказанию помощи президенту Маршалловых островов с 2000 по 2001 год и министром иностранных дел с 2001 по 2007 год. Является послом Республики Маршалловы Острова в Соединённых Штатах с июня 2016 года.

## Биография
Закьос родился в 1965 году. В 1985 году он начал работать финансовым сотрудником в Департаменте по вопросам старения Министерства социальных служб. После двухлетнего пребывания на этой должности поступил в Университет Папуа — Новой Гвинеи, где в 1989 году получил степень бакалавра права. Затем Закьос вернулся на Маршалловы острова, где работал помощником генерального прокурора с 1990 по 1992 год. Работая на этой должности, он также учился в Международном институте морского права на Мальте. В 1992 году он получил степень магистра международного морского права. Впоследствии Закьоса повысили до заместителя генерального прокурора. Он занимал эту должность с 1992 по 1995 год. Затем он был исполняющим обязанности генерального прокурора вплоть до своего назначения постоянным генеральным прокурором в 1996 году.
Закьос работал генеральным прокурором, пока не получил место в законодательном собрании Маршалловых островов по атоллу Арно во время всеобщих выборов в 1999 году. Он занимал пост министра по оказанию помощи президенту при Кессаи Ноте с 2000 по 2001 год. Кроме того, Закьос занимал пост министра иностранных дел в кабинете Ноте с 2001 по 2007 год. Будучи членом законодательного собрания, Закьос был главным переговорщиком по Договору о свободной ассоциации между Маршалловыми островами во время переговоров, которые продолжались с 2001 по 2004 год. Он также помог договориться о сделке с Соединенными Штатами, которая продлила использование полигона противоракетной обороны имени Рональда Рейгана как минимум до 2066 года. Он был вице-спикером законодательного собрания с сентября 2011 по январь 2012 года. Проработав три срока, Закьос потерял свое место во время всеобщих выборов в Маршалле в 2011 году после подсчета почтовых бюллетеней из Соединённых Штатов.
После своего ухода из законодательного собрания Закьос основал собственную юридическую фирму. С января 2012 по июль 2013 года он занимался юридической практикой. Затем он стал региональным директором Регионального отделения Тихоокеанского сообщества в северной части Тихого океана в Понпее, Федеративные Штаты Микронезии. Закьос оставался на этой должности до тех пор, пока его не назначили послом Маршалловых островов в Соединенных Штатах. Он был принят к присяге 20 июня 2016 года. Он предоставил свои верительные грамоты президенту Бараку Обаме 16 сентября 2016 года.
Осенью 2019 года лидеры пяти микронезийских стран, состоящих из Маршалловых островов, Науру, Палау, Кирибати и Федеративных Штатов Микронезии, выдвинули кандидатуру Закьоса, чтобы сменить Мэг Тейлор на посту генерального секретаря Форума Тихоокеанских островов. В сентябре 2020 года пятеро лидеров заявили, что больше не должно быть задержек с избранием преемника Тейлор и что они по-прежнему поддерживают Закьоса. К октябрю 2020 года Палау и Федеративные Штаты Микронезии (ФШМ) пригрозили покинуть организацию, если Закьос не будет выбран, а президент ФШМ Дэвид Пануэло заявил, что они заключили джентльменское соглашение о субрегиональной ротации на должность Генерального секретаря. В феврале 2021 года, после того как Генри Пуна был избран на этот пост при поддержке Австралии и Новой Зеландии, пять микронезийских стран вышли из Форума.

## Личная жизнь
Закьос был женат на Виоле Милн.
Имеет двойное гражданство, так как является также гражданином Палау.